# ديفيد كارمو
ديفيد كارمو هو لاعب كرة قدم برتغالي في مركز الدفاع، ولد في 19 يوليو 1999 في أفيرو في البرتغال. لعب مع S.C. Braga B ‏.

## وصلات خارجية
- ديفيد كارمو على موقع الاتحاد الأوربي (الإنجليزية)
- ديفيد كارمو على موقع قاعدة بيانات كرة القدم.إي يو (الإنجليزية)
- ديفيد كارمو على موقع ناشيونال فوتبول تيمز (الإنجليزية)
- ديفيد كارمو على موقع Soccerway.com (الإنجليزية)
- ديفيد كارمو على موقع عالم كرة القدم.نت (الإنجليزية)